# ПАВЕЦ „Калин“
ПАВЕЦ „Калин“ е помпено-акумулираща водноелектрическа централа (ПАВЕЦ) в югозападна България, разположена в землището на село Пастра. Тя е първо стъпало на Каскада „Рила“, собственост на Българско акционерно дружество „Гранитоид“.
Пусната в експлоатация през 1947 година, тя е първата ПАВЕЦ в България. Оборудвана е с една турбина тип „Пелтон“ с мощност 4,5 MW и отделна центробежна помпа с мощност 5,6 MW. Водите за централата се подават от напорен тунел, свързващ язовирите „Калин“ и „Карагьол“ с водна кула, от която се спуска подземен напорен тръбопровод с дължина 1600 m и диаметър 500 mm при геодезически пад 840 m.
Обработените от централата води се вливат в изравнителя „Каменица“ с обем 35 хиляди m³. В него се влива събирателният канал „Дебращица“, който има дължина 3,7 km и довежда води от водохващане на река Ахматица, а чрез водната кула на ВЕЦ „Каменица“ – и събирателният канал „Джамбево“ с дължина 5,3 km от водохващане на река Елешница.